# タアパカ
タアパカ（Taapacá）は、チリ北部のアリカ・イ・パリナコータ州に位置する複式火山である。火山はチリのアンデス山脈内に存在し、南アメリカのアンデス火山帯に含まれる4つの火山帯の内の1つである中部火山帯の一部を構成している。火山の南西の麓にはプトレの町がある。
中部火山帯の他の火山と同様に、タアパカはナスカプレートが南アメリカプレートの下へ沈みこむことによって形成された。火山はアルティプラーノの西端の古い火山と基盤岩の上に築かれている。また、主としてデイサイトを噴出し、数多くの溶岩ドームの形成したが、山体の一部には安山岩質の成層火山も存在する。
タアパカの火山活動は鮮新世から完新世にかけていくつかの段階に分かれて起こった。溶岩ドームの形成に続いてたびたびドームの崩壊とブロック・アンド・アッシュ・フローが発生し、火山の一部は山体崩壊を受けた。当初は更新世の間に活動が終了したと考えられていたが、後に2300年前まで噴火が起きていたことが判明した。火山の噴火によってプトレの町に危険が及ぶ可能性があるため、チリ地質鉱業局が火山の監視を行っているが、噴火が発生した場合には現地の交通路や東部のボリビアにまで被害を与える可能性がある。

## 名前の由来
タアパカはネバドス・デ・プトレの名でも知られている。しばしばネバドス・デ・プトレは複式火山全体、タアパカは最も高い峰を指す用語として使われる。また、現地の言葉であるタラ・パカがアイマラ語で「双頭の鷲」または「冬の（捕食する）鳥」、ケチュア語では「アンデスの鷲」を意味しており、タアパカという名前はこのタラ・パカを語源としているか、創造神ビラコチャのアイマラ語名に由来している可能性もある。麓の町の名前であるプトレはアイマラ語で「流れ落ちる水の音」を意味している。

## 地理と地質学的特徴
タアパカはアリカ・イ・パリナコータ州のパリナコータ県に位置している。チリ北部の噴火活動の記録はグアジャティリ、ラスカル、およびパリナコータの各火山で大部分を占めているものの、この地域の過去1万年間の火山活動に関する記録は非常に少ない。これらの3つの火山の内、グアジャティリとパリナコータの2つとタアパカはラウカ国立公園の一部となっている。また、タアパカはタンボ・ケマド（チリとボリビアの国境）とアリカを結ぶ国際道路からアクセスすることができる。

### 広域的特徴
アンデス山脈の火山活動はペルー・チリ海溝でナスカプレートと南極プレートが南アメリカプレートの下へ沈み込むことによって引き起こされている。プレートが沈み込む速度は1年あたりでナスカプレートが7センチメートルから9センチメートル、南極プレートが2センチメートルである。この沈み込みの過程で下降するプレートが上部のマントルウェッジと相互作用を起こし、最終的なマグマの分化へつながる前の本源マグマを生成する。
このプレートの沈み込みはあらゆる場所で火山活動を引き起こしているわけではない。プレートの沈み込みの傾角が浅い場所（フラットスラブの沈み込み）では新しい地質年代における火山活動はみられない。アンデス山脈ではおよそ1億8500万年前から火山活動が続いており、およそ2700万年前にファラロンプレートが解体した頃に火山活動が活発化した。1994年の調査では、完新世における活動が認められる火山はアンデス山脈内に178前後存在し、そのうち60の火山は有史以降に活動が存在したと推定されている。

### 地域的特徴

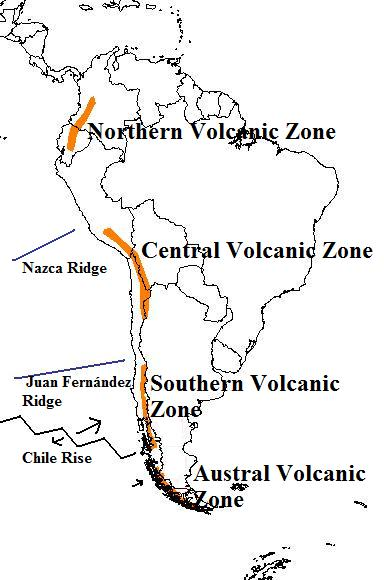
アンデス山脈の4つの火山帯を示した地図

タアパカはアンデス山脈の中部火山帯の一部であり、中部火山帯は北部火山帯、南部火山帯、およびアウストラル火山帯とともにアンデス山脈に存在する4つの火山帯（アンデス火山帯）の内の1つである。これらの火山帯は直近の新しい地質年代において火山活動が見られない地域を挟み互いに隔てられている。
中部火山帯にはおよそ44の活火山といくつかのカルデラあるいは溶結凝灰岩の集中地帯、さらに複数の火山域が存在する。また、古い火山は乾燥した気候のために大抵において形状がよく保たれている。この火山帯はオホス・デル・サラード、ネバド・トレス・クルセス、ユーヤイヤコなどの地球上で最も高い場所に存在する火山を含んでいることが特徴であり、これらの火山の標高は5,000メートルから7,000メートルの範囲に達する。中部火山帯における最大の有史以降の噴火は1600年にワイナプチナで発生したが、火山帯内で最も活発に活動しているとみられる火山はラスカルである。その他の火山活動については火山体が人里から遠く離れているために記録に乏しい。
タアパカはアルティプラーノの西端に位置し、そのアルティプラーノでは漸新世以降にオクシデンタル山脈の形成が進んだ。火山の下部の基盤はルピカ層と堆積性のワイラス層、およびラウカ溶結凝灰岩（272万年前）を含むいくつかの主として火山性の層から成っている。これらの基盤は漸新世から鮮新世にかけて形成された。また、いくつかの場所では角閃岩、片麻岩、および蛇紋岩から成る原生代の基盤岩が露出している。クントゥリリ、ポメラペ、ラランカグア、およびパリナコータの各火山はタアパカの東方に位置する。火山が存在する領域はスラストテクトニクスの影響を受け、大規模な衝上断層が付近を通過しているが、タアパカの火山活動との関連は明確ではない。

### 地形
タアパカは海抜5,860メートルの高さに達し、東西方向に伸びている複式火山である。タアパカのすぐ東には別の火山であるラランカグアがある。タアパカは主に多くの重なり合う溶岩ドームで構成されており、概ね楕円形から円形の範囲でさまざまな姿をしている。溶岩流の形跡はまれにしか見られない。火山は特に西側と南西側、および東側の斜面でブロック・アンド・アッシュ・フローの堆積物から成るエプロン（堆積物によって形成される急斜面の底部の緩やかな斜面）を形成し、いくつかの谷を埋めている。また、山体の一部には安山岩質の成層火山も存在する。火山の総体積はおよそ35立方キロメートルである。一方で火山性物質は250平方キロメートルの範囲の地表を覆っている。
山頂のすぐ北側から谷が始まり、谷は時計回りに周回する尾根の斜面に沿って同様に時計回りに周回しながら反対側で南西に向かって開けるまで続いている。この谷からはパコージョ渓流と呼ばれる小川が流れ出ている。主峰は完新世の溶岩ドームによって形成されており、主峰のすぐ西側には後期更新世に形成された別の溶岩ドーム（ソカパベ・ユニットの名で知られる）がある。
タアパカは通常雪に覆われているものの、塊状の氷が流れ下る以外に特徴的な氷河の形態はみられない。モレーンについては乏しいとする報告と、6つの階層に分かれてよく発達しており、最も低いものは西側斜面の標高4,250メートルの地点に横たわっているとする両方の報告がある。また、氷河によって侵食された谷の存在も報告されている。過去には2つの氷河がタアパカの西側斜面から流出し、一方で4つの氷河がタアパカとラランカグアの間に発達して南へ流れ出ていた。これらの氷河はタアパカを源流とするジュタ川の起源となっており、後にジュタ川は南北に走る火山の西側の谷を流れるようになった。アジャネ渓流が火山の北側の斜面から西に向かってジュタ川に注ぎ、火山の一部の河川は東のラウカ川の流域に流れ込んでいる。タアパカの南西にはチリのアルティプラーノ北部の主要な町であるプトレがある。

### 組成
タアパカは主にカリウムに富むデイサイトによって形成されているが、火山活動の初期には安山岩を噴出していた。また、流紋岩の存在も1件報告されていものの、岩石の組成は火山の歴史を通じて比較的均一であり、最終的に岩石を生成する一連のカルクアルカリ系列のマグマがその組成に影響を与えている。
タアパカで噴出した岩石に見られる斑晶には角閃石、アパタイト、黒雲母、単斜輝石、斜方輝石、普通角閃石、磁鉄鉱、赤鉄鉱、斜長石、石英、特徴的な大型結晶を形成するサニディン、そしてチタン石が含まれている。デイサイト質の岩石は苦鉄質岩の包有物（鉱物の結晶内に取り込まれた物質の総称）を含んでおり、包有物を取り込んでいる岩石が若いほど苦鉄質包有物が多く見られる。
苦鉄質包有物の存在は、タアパカでマグマの混合が起こり、先に存在していた複数のデイサイト質のマグマ溜まりに新しい安山岩質マグマが注入されることによって新たな噴火現象が引き起こされたことを示している。これらのデイサイト質のマグマ溜りは比較的容積が小さく、新たなマグマの注入によってマグマ溜りが加熱された現象を除いてマグマ溜り内部におけるマグマの運動はほとんどないとみられている。また、地質温度測定の結果、デイサイト質マグマの温度は870±10 °Cと推定されている。
タアパカのマグマはいくつかの段階を経て形成されているとする仮説が立てられている。その仮説によれば、最初に典型的なカルクアルカリ系列の火山弧に見られる玄武岩質安山岩質のマグマが地殻下の玄武岩質のキュームレイト（沈積岩）の溶融に由来する玄武岩質マグマと混合する。次にこの混合物が原生代の地殻物質に由来する流紋デイサイトのメルト（マグマの結晶化していない液体部分）と相互作用する。最初のキュームレイトのメルトが苦鉄質包有物の原料の大部分を供給し、流紋デイサイトのメルトがデイサイトの原料の大部分を供給している。
主要なマグマ溜りは深さ15キロメートルから20キロメートルの範囲に存在すると考えられているが、噴出した岩石のいくつかの岩石学的特徴は、5キロメートルから12キロメートルの深さに火成岩の組成に影響を与える二次的な領域が存在することを示している。また、タアパカのマグマの形成には分別結晶作用と部分溶融が関与している。
40キロメートルを超える深さにおける地殻物質の同化作用がデイサイト質マグマの形成に関与しており、この作用によって形成されたデイサイトはデイサイト全体の質量のおよそ18パーセントを占めている。タアパカはかなり厚い地殻とそこを上昇するマグマの上に築かれているために地殻との相互作用が大きく、これはタアパカのマグマの生成に地殻物質を取り込む混染作用が重要な役割を果たしていることを意味している。このような過程を経て形成されたマグマはより浅い地点へ運ばれ、そこで結晶化する。

## 気候と生物

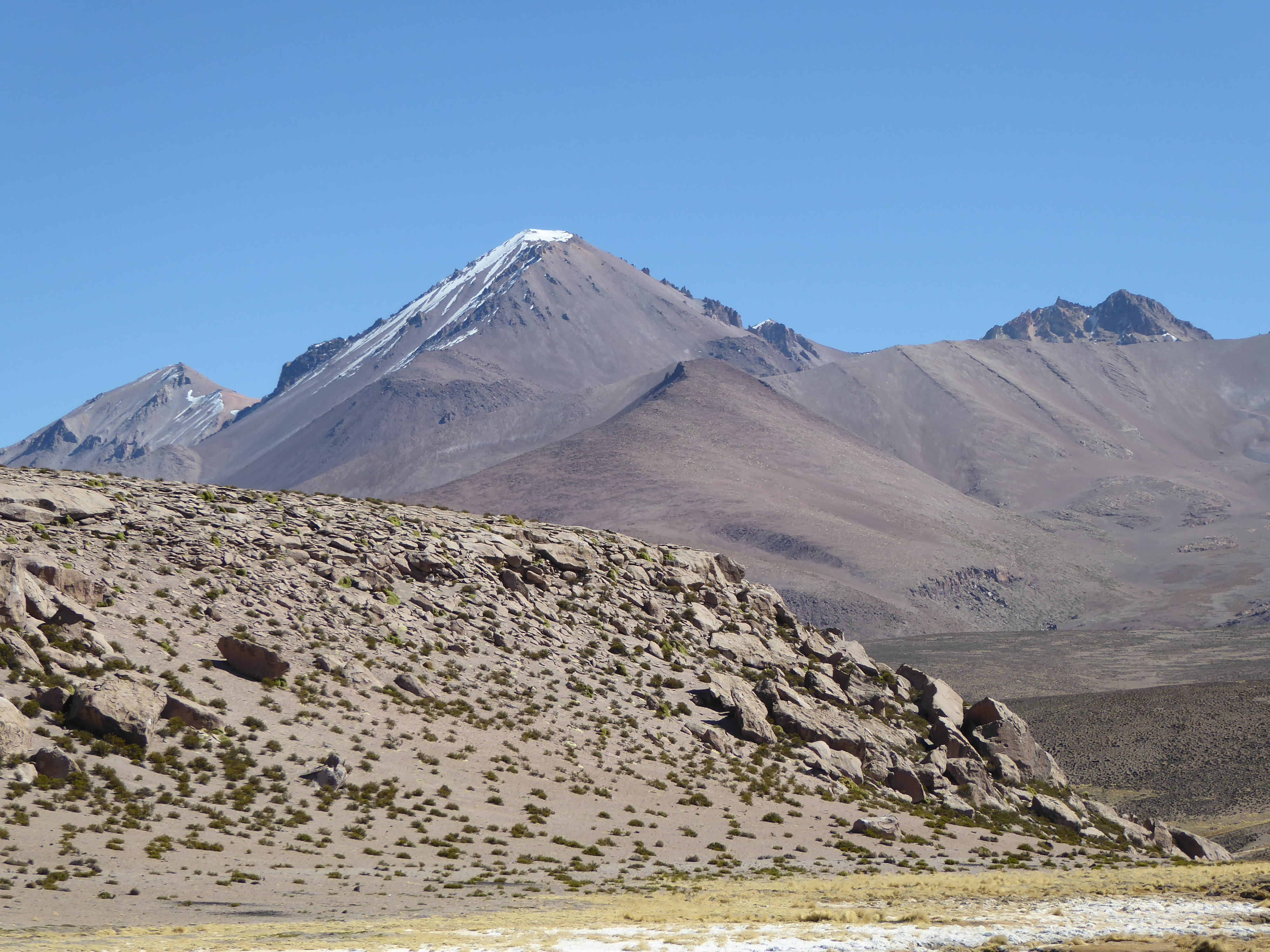
タアパカの近影

タアパカが存在するラウカ国立公園は熱帯高山気候に属し、気温の日較差が大きく、一年を通して夜間は霜が降りる場合がある。標高3,545メートルのプトレにおける気温の変動は年間でおよそ1 °Cから16 °Cの範囲である。ラウカ国立公園を含むプーナ（中央アンデスの高原地帯）における降水はチリの他の大部分の地域とは異なり主に夏に発生し、6月から7月にかけては時折降雪が見られる。しかし、気候は大抵において乾燥しているため、植生には乏しい。
植物相に関しては、タアパカの南側と西側周辺のプーナでは主に灌木とステップからなり、プーナの手前にあたるより西側の標高の低い地域では灌木地が主体となっている。また、ラウカ国立公園内ではヤレータに代表されるクッション植物やポリュレピス属の樹木帯が見られ、ボフェダレスと呼ばれる湿地帯も存在する。
動物相に関しては、ラウカ国立公園内に鳥類、フラミンゴ、グアナコ、アンデスジカ、レア、ビクーニャ、ビスカーチャなどが生息し、ピューマ属や齧歯目もよく見られる。これらの動植物を含む生態系はラウカ国立公園によって保護されており、タアパカも公園内に含まれている。

## 火山活動
当初タアパカは3つの火山活動の段階を経ながら過去150万年にわたって活動してきたと考えられていた。しかし、その後一部の岩石について150万年前より古い時期に形成されたことが判明し、もう1つの段階の存在が明らかとなった。タアパカの噴火は溶岩ドームを形成するタイプの噴火と過去にスーフリエール・ヒルズや雲仙岳で観察されたような溶岩ドームが崩壊する際に発生するブロック・アンド・アッシュ・フローを伴う爆発性の噴火からなっている。ただし、双方の火山で観測された噴火現象はタアパカで起きたと推測されている現象よりもはるかに小規模なものである。また、タアパカでは1回のみ準プリニー式噴火が起きているが、降下したテフラが堆積している範囲は広くない。タアパカの噴火活動は山体の頂上付近を中心としながらその歴史を通じて南西方向へ4キロメートルから5キロメートルにわたり移動し続けている。
後期更新世から完新世にかけての火山活動はそれぞれ1万年程度続く複数の個別の活動からなり、これらの活動は数万年にわたり活動が認められない期間を挟んで互いに隔てられている。タアパカでは実際の噴火だけでなく、山体の部分的な崩壊やブロック・アンド・アッシュ・フローを発生させる個々の溶岩ドームの大規模な破壊を含むさまざまなタイプの山体崩壊の存在が確認されている。

### 各段階の火山活動
最も古い段階の火山活動の痕跡は火山の北側の2か所で露出している鮮新世から更新世にかけて噴出した安山岩質の溶岩流である。ただし浸食が激しく、一部は後の火山活動によって埋もれている。この段階の山体は大規模な成層火山であった可能性が最も高いと考えられている。
その後、150万年前から50万年前にかけてデイサイト質の溶岩流と溶岩ドームが火山の北側と東側の大部分を形成した。東側では尾根状となっている箇所で見られるように溶岩流の形状が比較的よく保たれているものの、北側では氷食作用や熱水作用による侵食を受けたことで溶岩流が削り取られている。火山の北側と北西側では長さ13キロメートルにわたって厚さ20メートルのブロック・アンド・アッシュ・フローが地表を覆っているが、火山からさらに遠く離れた場所でも厚さ2メートル未満の同様の痕跡が確認されている。これらのブロック・アンド・アッシュ・フローは110平方キロメートルに及ぶ範囲に広がっている。また、最大で厚さ5メートルに達するラハールの露出部分がその末端領域でよく見られる。この段階でのタアパカは恐らく急峻な複数の溶岩ドームからなる大規模な成層火山であったと考えられている。

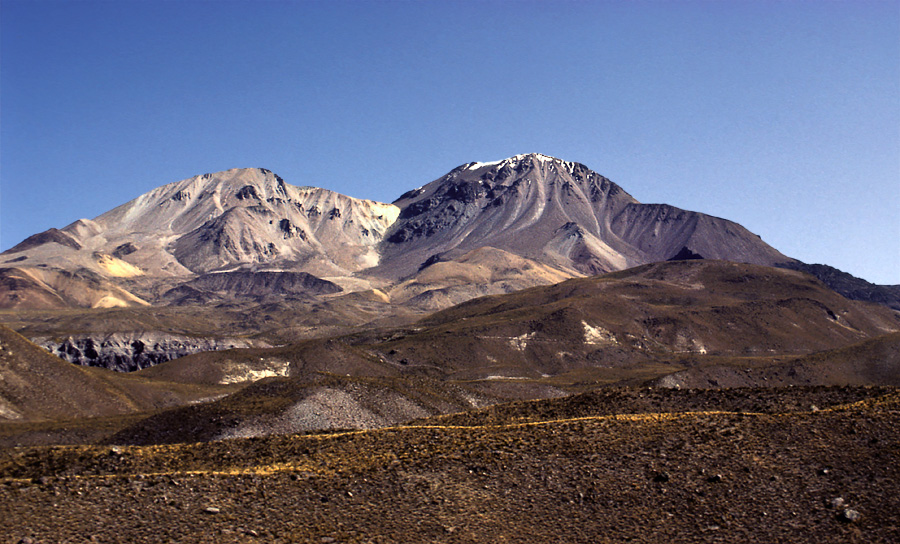
南側から望むタアパカ

第3段階は第2段階と似た火山活動を特徴としており、この段階の火山噴出物は山体の東側、中央部、および南西側を中心に18平方キロメートルの地表を覆っている。また、火山の南側では新たに溶岩ドーム群が形成された。山体の西側には短く厚い複数の溶岩流の痕跡があり、東側でも複数の溶岩ドームが形成されたが、これらの溶岩ドームのうち1つはパンケーキのような外観をしている。火山の南側と東側でそれぞれ南北に並んで見える溶岩ドームはこの時期に形成された。第2段階の火山と恐らくは第3段階の火山も氷河の侵食を受けており、その後の山体崩壊と相まってタアパカの山体の多くが失われ、火山の中核部分が露出するようになった。
第4段階は更新世と完新世にまたがり、1平方キロメートルの表面を覆っているチュリリンコ岩屑なだれの堆積から始まった。この岩屑なだれは45万年前から43万年前の間に古い山体が崩壊して起こったもので、熱水変質によって山体が脆くなった結果として崩壊した可能性が高いと考えられている。43万年前から2万5000年前の間には南南西方向の斜面に30平方キロメートルの範囲を覆うタハネ・ユニットが形成された。このユニットは厚い溶岩流、西側のいくつかの溶岩ドーム、南側の岩屑なだれ、そして南側と南西側の火砕流による2つの扇状地から成っている。2万5000年前から9000年前の間にはソカパベ・ユニットが形成され、タアパカの西端に位置するより多くの溶岩ドームとこれらのドームに食い込んでいる別の岩屑なだれによって構成されている。この岩屑なだれは20平方キロメートルの範囲を10キロメートルの距離にわたって覆っており、堆積した当時は高温であったと考えられている。また、この山体崩壊は火山内部の潜在ドーム（粘性の高いマグマが噴火せずに地表近くで地盤を隆起させたもの）の発達によって引き起こされ、プトレの町はこの岩屑なだれとタハネおよびソカパベの各ユニット、そして完新世の火砕流の堆積物の上に築かれている。さらに、ある火砕噴火の発生によってソカパベ・ユニットの堆積物の隙間が岩屑なだれで埋まり、この火砕噴火はタハネ・ユニットの南側の扇状地の上にさらに多くの火砕物を堆積させた。
かつてタアパカは既に活動していない火山であると考えられていたが、追加的な調査によって完新世における噴火の存在が明らかとなった。これらの噴火は火山の中央部、東側、南側、および南西側の斜面にプトレ・ユニットを生み出した。このユニットはタアパカの東側の大規模な溶岩ドーム、南側のより小規模な溶岩ドーム、そして南側と南西側の斜面における一連の火砕物から構成されており、これらの火砕物は多くのブロック・アンド・アッシュ・フローによってもたらされた。また、軽石流、ラハール、およびテフラの層もこのユニットを覆っている。過去8000年の間に少なくとも3回の火砕噴火が発生し、テフラの堆積も7000年前から2000年前にかけて起きた。この降り積もったテフラは恐らく溶岩ドームの噴火に関連するとみられている。全地球火山活動プログラムによれば、タアパカでは完新世の間に8回噴火が発生しており、最後の噴火はおよそ2300年前の紀元前320年±50年に起こった。20世紀初頭にタアパカにおける噴気活動の存在が報告されているものの、有史以来噴火の記録はなく、今日における火山活動の存在は熱水泉を通してのみ目にすることができる。

## 噴火の危険と警戒体制

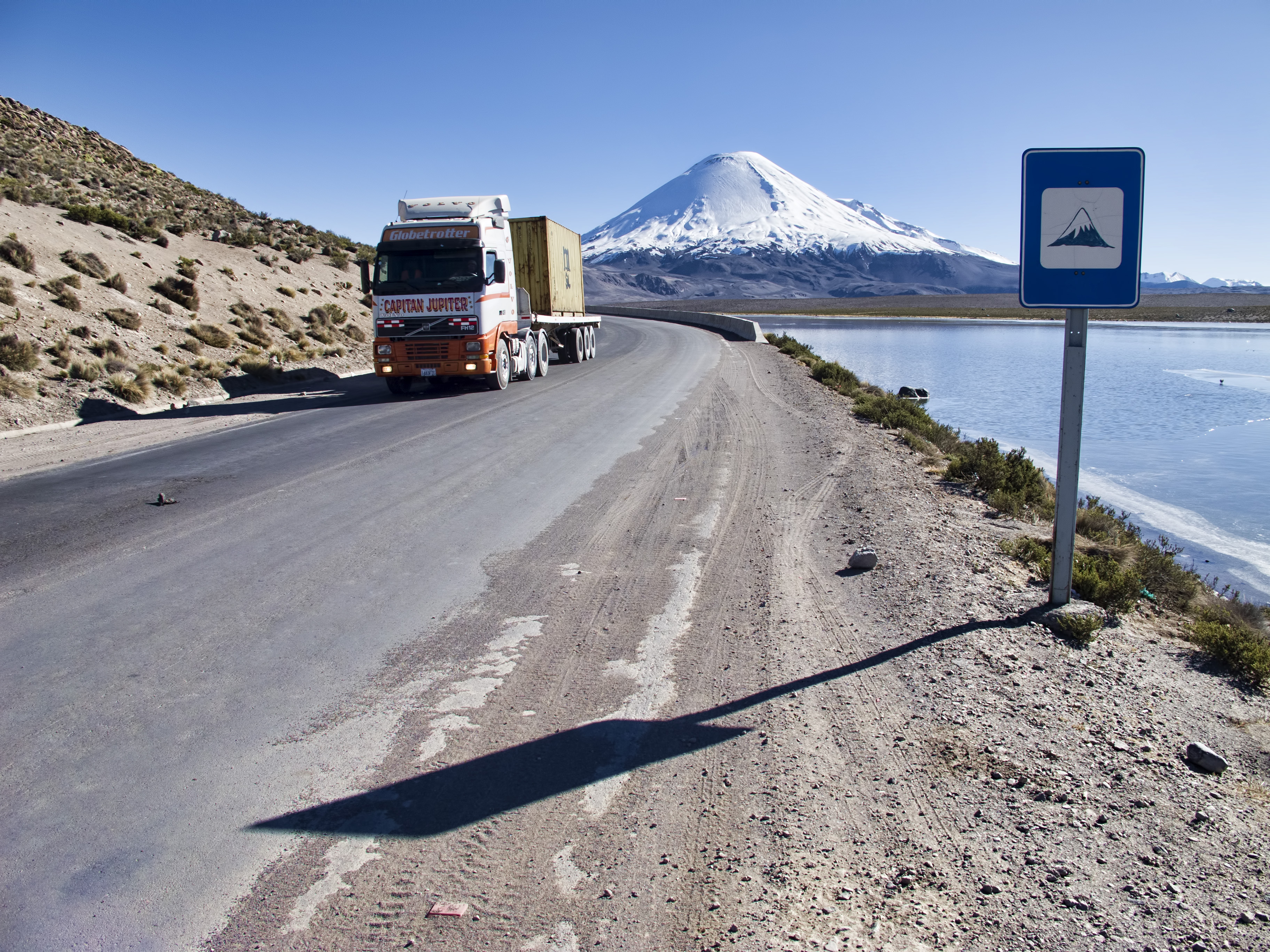
タアパカの噴火はチリとボリビアを結ぶ幹線道路である国道11号線に被害を与える恐れがある。道路の背景はチュンガラ湖（4,517m）とパリナコータ（6,380m）

チリ北部の火山の多くは都市や人が居住する地域から遠く離れているため、これらの火山の活動によって著しい人的被害を生じることはないが、タアパカに関しては例外である。現地の主要な人口集中地であるプトレはタアパカの火砕堆積物の上に築かれており、将来の噴火の脅威にさらされている。火山の南側には同様に危険が及ぶ範囲内を通っているボリビアから太平洋に至る幹線道路（ラパスとアリカを結ぶチリの国道11号線）があり、一方で南西側と西側の斜面にはペルー方面のビスビリへの道路が通っている。また、噴火による火山灰はボリビア南部からアルゼンチン北西部にかけて被害を与える恐れがある。タアパカの噴火の平均間隔はおよそ450年であり、完新世における火山活動がプトレのある南西側を中心に影響を与えているという事実も噴火の危険性を際立たせている。
将来タアパカの火山活動によって山体にマグマが注入され、山体が不安定になるほど変形した場合にさらなる外周の崩壊を引き起こす可能性があり、同様に溶岩ドームが火山活動によって押し出された場合にはブロック・アンド・アッシュ・フローや火砕流（二次的なものも含む）を発生させる恐れがある。また、火山が雪に覆われている時期である4月から11月の間に噴火が起きた場合、12月から3月にかけての雨季の降水時と同様にラハールを発生させる可能性がある。後者のタイプのラハールは火山の斜面が急勾配であることから今日のタアパカでもたびたび発生しているものの、通常は道路の損傷だけで済む場合がほとんどである。
チリ地質鉱業局は火山を監視し、火山の危険度を公開している。また、タアパカのハザードマップも公開しており、火山弾の落下、テフラの降下、および火砕流による危険が及ぶ範囲を示している。

## 人間との関わり

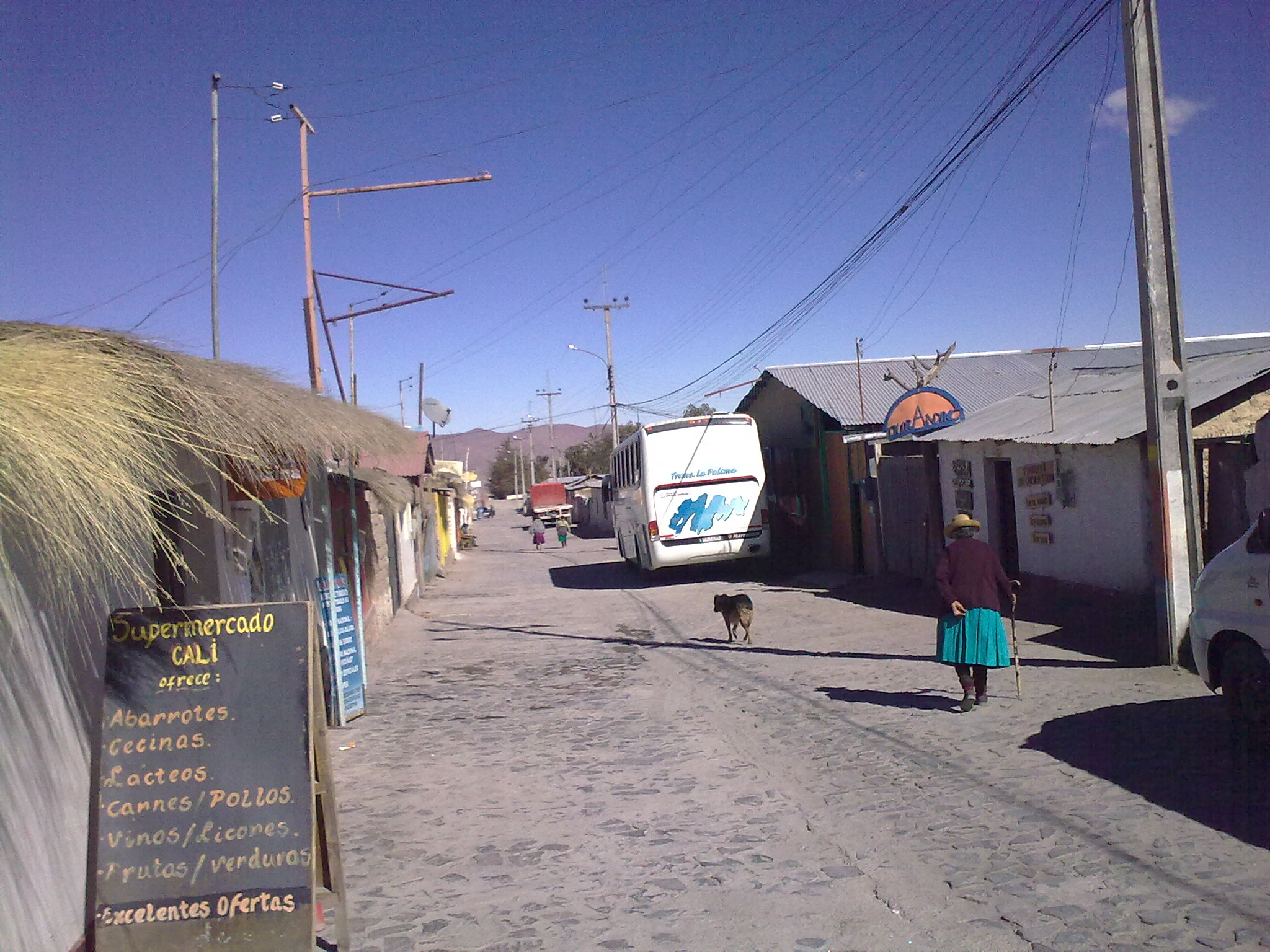
プトレの街並み

アンデスの人々の間では今日でも山岳信仰が続いている。2002年には考古学者がタアパカの山頂で岩で築かれた囲みの中から貝殻で作られた3センチメートル程の小さな男性像を発見した。このような像はインカの人々の雨乞いの儀式において欠かせないものであった。さらに山頂から200メートル離れた北西の尾根でもインカ人の遺跡が発見されている。インカの人々は山が天候を支配し、それ故に植物や動物の繁殖をも司っていると考えていたことから、恐らくはこの像を供えることで安定した水の供給を得ようとしていたとみられている。タアパカはインカの山の聖域の1つであり、今日においてもプトレの集落を守護していると言われている。
また、タアパカの山頂部には硫黄の鉱床が存在する。1930年代にプトレで活動を始めたタアパカ硫黄会社（Empresa Azufrera Taapaca）がタアパカで硫黄を採掘し、タアパカの火口の周辺にそれぞれカネパとシアと呼ばれる鉱山作業者のキャンプが設営された。この採掘活動は当時のプトレにかなりの人数の雇用をもたらした。

## 登山
登山の拠点となる町はプトレである。登山はプトレ方面を含むいくつかの方角から可能であるが、最も容易な登山ルートはラウカ国立公園の入口がある標高4,500メートルのラス・クエバスからのルートである。山頂への登攀ではガレ場や岩場の続く長い北東側の尾根を伝っていくが、技術的な難易度は高くない。登山の標準的な所要日数は2日である。